# Ignatius Kilage
Sir Ignatius Kilage (né en 1941 et mort le 31 décembre 1989) est un administrateur colonial britannique, gouverneur général de Papouasie-Nouvelle-Guinée du 1er mars 1989 à sa mort.
Avant d’occuper ce poste, Kilage est l’ombudsman en chef de la Papouasie-Nouvelle-Guinée et l’auteur du livre Ma mère m’appelle Yaltep . 
Après sa mort, un stade est nommé en son honneur en 1991.